# Caballo cartujano
El caballo cartujano es una línea de cría del caballo andaluz cuyo nombre proviene de la Cartuja de la Defensión de la ciudad española de Jerez de la Frontera. Su libro de orígenes es uno de los más antiguos del mundo.

## Características
Su alzada a la cruz está entre 150 y 160 cm, la cabeza elegante, el cuello musculoso y bien implantado, los hombros inclinados, el pecho profundo y los cuartos traseros musculosos. La capa más común es la torda aunque también puede ser negra o castaña.